# Нури, Александр
Александр Нури (нем. Alexander Nouri, перс. الکساندر نوری‎; род. 20 августа 1979, Букстехуде, Нижняя Саксония) — немецкий футболист персидского происхождения, полузащитник, а также футбольный тренер.

## Карьера игрока
В юношеский период Нури играл в команде города Букстехуде, а затем в гамбургским «Форвертс-Вакер 04». В 1998 году он подписал свой первый профессиональный контракт с «Вердером», но играл за вторую команду в северной Регионаллиге. В 1999 году он был отдан в аренду в США в клуб «Сиэтл Саундерс» и за сезон сумел отыграть восемь встреч. В этот же период он неоднократно привлекался в молодёжную сборную Ирана, а также сыграл за юношескую сборную Германии (до 16 лет) на юношеском чемпионате Европы 1996 года в Австрии.
После возвращения в Германию Александр так и не сумел пробиться в основной состав «Вердера» и в июле 2001 года перешёл в «Юрдинген 05», который выступал в Регионаллиге Северной Рейн-Вестфалии. В 2004 году он последовал за тренером Клаусом-Дитером Воллицем, перешедшим в «Оснабрюк». Вместе с этим клубом ему удалось выйти во вторую Бундеслигу в сезоне 2006/07.
После этого достижения Нури стал значительно реже проходить в основной состав и вынужден был покинуть команду, сменив её на «Хольштайн» в 2008 году. Он подписал трёхлетний контракт с клубом и поднялся с ним третью лигу в 2009 году.
В начале сезона 2010/11 Александр перебрался в «Ольденбург». Вместе с этой командой он также вышел из нижнесаксонской Оберлиги в северную Регионаллигу. Летом 2012 года Нури завершил профессиональную карьеру футболиста, поскольку последний год он вынужден был играть в Ландеслиге.

## Тренерская карьера
Ещё имея на руках контракт футболиста, Нури приступил к работе на должности тренера по физической подготовке «Ольденбурга». С лета 2012 по апрель 2013 был ассистентом, а после возглавил клуб и в сезоне 2013/14 сумел занять с ним третье место в северной Регионаллиге.
С июля 2014 года работал во второй команде «Вердера» и имел с ним трёхлетний контракт. В начале сентябре 2016 года возглавил первую команду «Вердера», а через год, в октябре 2017 года, был уволен с этой должности.
24 сентября 2018 года Нури был назначен главным тренером «Ингольштадта». Спустя два месяца он был уволен.